# Liste der Baudenkmale in Clenze
In der Liste der Baudenkmale in Clenze sind alle Baudenkmale der niedersächsischen Gemeinde Clenze aufgelistet. Die Quelle der  Baudenkmale, der ID`s und der Beschreibungen ist der Denkmalatlas Niedersachsen. Der Stand der Liste ist der 30. Oktober 2021.

## Allgemein
In den Spalten befinden sich folgende Informationen:
- Lage: die Adresse des Baudenkmales und die geographischen Koordinaten. Kartenansicht, um Koordinaten zu setzen. In der Kartenansicht sind Baudenkmale ohne Koordinaten mit einem roten Marker dargestellt und können in der Karte gesetzt werden. Baudenkmale ohne Bild sind mit einem blauen Marker gekennzeichnet, Baudenkmale mit Bild mit einem grünen Marker.
- Bezeichnung: Bezeichnung des Baudenkmales
- Beschreibung: die Beschreibung des Baudenkmales. Unter § 3 Abs. 2 NDSchG werden Einzeldenkmale und unter § 3 Abs. 3 NDSchG Gruppen baulicher Anlagen und deren Bestandteile ausgewiesen.
- ID: die Objekt-ID des Baudenkmales
- Bild: ein Bild des Baudenkmales, ggf. zusätzlich mit einem Link zu weiteren Fotos des Baudenkmals im Medienarchiv Wikimedia Commons. Wenn man auf das Kamerasymbol klickt, können Fotos zu Baudenkmalen aus dieser Liste hochgeladen werden:

## Clenze
Clenze gilt als der am frühesten urkundlich bezeugte Ort im Hannoverschen Wendland (Jahr 956). Auf dem heutigen Kirchberg dürfte eine einfache Burganlage existiert haben. Im Mittelalter profitierte der Siedlungsplatz davon, dass sich Bauern aus den wüstgefallenen Dörfern Schwendel, Prilop und Böhlenbrück an der heutigen Langen Straße niederließen. Erst ab dem ausgehenden 19. Jh. nahm der Ort einen erheblichen weiteren Aufschwung, verbunden mit Siedlungserweiterungen im Norden und im Süden. Bei einem Brand am 22. September 1827 wurde ein Teil des alten Siedlungskerns (17 Häuser) einschließlich der damaligen Kirche stark beschädigt bzw. vernichtet. Großzügige Gebäude aus der Wiederaufbauphase (oft traufständig, mit Quererschließung und zweigeschossig) unterscheiden sich stilistisch deutlich von der älteren Bausubstanz (giebelständig ausgerichtet, längserschlossen, eingeschossig). Durch zusätzliche Um-, Erweiterungs- und Neubauten ergibt sich heute ein uneinheitliches ("gestörtes") historisches Ortsbild.

### Gruppe baulicher Anlagen in Clenze
| Lage | Bezeichnung                              | Beschreibung | ID       | Bild |
| --- | ---------------------------------------- | --- | -------- | ---- |
| Kirchberg mit Kirche, Kirchstraße 12, 13, 14, 15, 16, 17, 18, 19, Lange Straße 34, 34a 52° 55′ 58″ N, 10° 57′ 18″ O | Wohn- und Geschäftshäuser                | Alter Siedlungskern, teilweise mit Ersatzbauten nach dem Brand von 1827.                                                                                              | 30825632 |      |
| Lange Straße 11, 12, 13, 14, 15, 16, 17, 18, 19, 19a 52° 56′ 0″ N, 10° 57′ 14″ O                                    | Straßenseitige Wohn- und Geschäftshäuser | Die Lange Straße ist die Erweiterung des ursprünglichen Siedlungskerns um den Kirchberg und die Kirchstraße und damit der zweite wichtige Bereich des Siedlungskerns. | 30825642 |      |

### Einzeldenkmale in Clenze
| Lage                                           | Bezeichnung       | Beschreibung | ID       | Bild           |
| ---------------------------------------------- | ----------------- | --- | -------- | -------------- |
| Kirchstraße 52° 55′ 59″ N, 10° 57′ 17″ O       | Kirche            | Die Clenzer Kirche St. Bartholomäus wurde 1856 auf dem alten, angeschütteten Burgberg errichtet bzw. fertiggestellt. Ein brandgeschädigter Vorgängerbau war zuvor abgerissen worden. Der Turm des neugotischen Ziegelbaus soll stark an den der St.-Martins-Kirche in Hannover-Linden erinnern. Mit seiner exponierten Lage bestimmt der Kirchenbau das Ortsbild.                                          | 30833547 | Weitere Bilder |
| Kirchstraße 1 52° 55′ 57″ N, 10° 57′ 15″ O     | Wohnhaus          | Zweigeschossiger, traufständiger Fachwerkbau in Stockwerkbauweise unter Satteldach mit roter Hohlpfannendeckung. Gefache in Backsteinausfachung. Symmetrische Straßenfassade mit mittigem Hauseingang, gekuppelten Stielen zwischen den Fenstern und von Konsolen getragenem Traufgesims. Teilweise modernisierte Fenster. Moderne zweiflügelige Hauseingangstür. Errichtet um 1830 (nach Ortsbrand 1827). | 30833529 |                |
| Kirchstraße 4 52° 55′ 57″ N, 10° 57′ 19″ O     | Wohnhaus          | Giebelständiger Fachwerkbau mit Backsteinausfachung unter ziegelgedecktem Satteldach. Errichtet in der Mitte des 19. Jahrhunderts. | 38421132 |                |
| Kirchstraße 5 52° 55′ 58″ N, 10° 57′ 19″ O     | Wohnhaus          | Zweigeschossiger traufständiger Fachwerkbau mit Backsteinausfachung unter ziegelgedecktem Satteldach. Errichtet in der Mitte des 19. Jahrhunderts. | 38421117 |                |
| Kirchstraße 6 52° 55′ 58″ N, 10° 57′ 20″ O     | Wohnhaus          | Zweigeschossiger, traufständiger Fachwerkbau unter Halbwalmdach in dunkler Ziegeldeckung. Backsteinausfachung, straßenseitig weiß geschlämmt. Symmetrische Straßenfassade mit mittiger, zweiflügeliger Hauseingangstür. Errichtet nach dem Brand 1827 in der Mitte des 19. Jahrhunderts. | 30833511 |                |
| Kirchstraße 7 52° 55′ 59″ N, 10° 57′ 20″ O     | Wohnhaus          | Zweigeschossiger, traufständiger Fachwerkbau unter Halbwalmdach in Ziegeldeckung. Ausfachung in Backstein. Symmetrische Straßenfassade mit mittigem Hauseingang. Errichtet in der Mitte des 19. Jahrhunderts. | 30833493 |                |
| Kirchstraße 13 52° 56′ 0″ N, 10° 57′ 19″ O     | Wohnhaus          | Eingeschossiger traufständiger Fachwerkbau mit Backsteinausfachungen unter Satteldach in Hohlpfannendeckung. Hauseingang ausmittig rechts. Errichtet Anfang des 19. Jahrhunderts, inschriftlich "Erbaut für den Böttchermeister Johann Heinrich Müller im Jahre 1830". | 30833455 |                |
| Kirchstraße 14 52° 55′ 59″ N, 10° 57′ 19″ O    | Wohnhaus          | Zweigeschossiger, traufständiger Fachwerkbau unter Satteldach in roter Hohlpfannendeckung. Hell geschlämmte Gefache. Haustür ausmittig rechts, links Einfahrtstor. Errichtet in der Mitte des 19. Jahrhunderts. | 30833436 |                |
| Kirchstraße 15 52° 55′ 59″ N, 10° 57′ 19″ O    | Wohnhaus          | Eingeschossiger, traufständiger Massivbau unter Satteldach. Hauseingang ausmittig rechts mit vorgelagerter Treppe. Darüber einachsiges Zwerchhaus in der straßenseitigen Dachfläche. Errichtet Ende des 19. Jahrhunderts. | 30833417 |                |
| Kirchstraße 19 52° 55′ 58″ N, 10° 57′ 15″ O    | Wohnhaus          | Eingeschossiger, traufständiger Fachwerkbau unter Satteldach in Hohlpfannendeckung. Symmetrische Straßenfassade mit mittigem Hauseingang und darüber liegendes einachsiges Zwerchhaus. Errichtet Anfang des 19. Jahrhunderts. | 30832780 |                |
| Lange Straße 13 52° 56′ 2″ N, 10° 57′ 13″ O    | Wohnhaus          | Zweigeschossiger, traufständiger Fachwerkbau unter Halbwalmdach. Dreiachsiges Zwerchhaus in der straßenseitigen Dachfläche. Erdgeschoss durch Ladeneinbau überformt. Zweigeschossiger Anbau im rückwärtigen Bereich. Errichtet Anfang des 19. Jahrhunderts. | 30832720 |                |
| Lange Straße 14 52° 56′ 1″ N, 10° 57′ 13″ O    | Wohnhaus          | Zweigeschossiger traufständiger Fachwerkbau unter Halbwalmdach. Mittiges Zwerchhaus. Errichtet Anfang des 19. Jahrhunderts. | 30832699 |                |
| Lange Straße 15 52° 56′ 0″ N, 10° 57′ 13″ O    | Wohnhaus          | Schlichter, zweigeschossiger, traufständiger Fachwerkbau mit Backsteinausfachung unter Satteldach. Errichtet Mitte des 19. Jahrhunderts. | 30832661 |                |
| Lange Straße 19 52° 55′ 58″ N, 10° 57′ 12″ O   | Wohnhaus          | Zweigeschossiger, traufständiger Fachwerkbau unter Satteldach. Errichtet in der Mitte des 19. Jahrhunderts. | 30832564 |                |
| Lange Straße 19 a 52° 55′ 58″ N, 10° 57′ 12″ O | Wohnhaus          | Zweigeschossiger, traufständiger Fachwerkbau mit weiß geschlämmten Backsteinausfachungen. Ausgebautes Dachgeschoss unter Satteldach in Krempziegeldeckung. Vierachsiger Mittelrisalit unter eigenem Satteldach, flankiert von zwei einachsigen Dachhäuschen. Dächer an den Giebelseiten auf Holzsubstruktion auskragend. Gefüge durch moderne Eingangszone überformt. Errichtet Ende des 19. Jahrhunderts. | 30832545 |                |
| Lange Straße 34 52° 56′ 0″ N, 10° 57′ 14″ O    | Wohnhaus          | Zweigeschossiger, traufständiger Fachwerkbau mit Backsteinausfachung, auf massivem verputztem Sockel und unter Satteldach in Falzziegeldeckung. Symmetrische Straßenfassade mit mittigem Hauseingang. Gekuppelte Stiele zwischen den Fenstern. Einflügelige Hauseingangstür. Errichtet Anfang des 19. Jahrhunderts.                                                                                        | 30832524 |                |
| Lange Straße 34 a 52° 56′ 0″ N, 10° 57′ 14″ O  | Wohnhaus          | Eingeschossiger, traufständiger Fachwerkbau mit Backsteinausfachung unter Satteldach in Ziegeldeckung. Großes dreiachsiges Zwerchhaus in der straßenseitigen Dachfläche. Errichtet im 19. Jahrhundert. | 30832505 |                |
| Schützenholz 52° 56′ 10″ N, 10° 57′ 41″ O      | Gefallenendenkmal | Im Schützenholz an der Lüchower Straße gelegenes schlichtes Mahnmal für gefallene Soldaten der beiden Weltkriege aus Clenze. Die Tafeln enthalten 69 bzw. 164 Namen. Inschrift: "Wanderer neige dein Haupt vor Tod und Heldentum 1914-1918". Errichtet um 1920, erweitert nach 1945. | 30832469 |                |

### Ehemalige Denkmale in Clenze
| Lage                                        | Bezeichnung | Beschreibung | ID | Bild |
| ------------------------------------------- | ----------- | --- | -- | ---- |
| Lange Straße 12 52° 56′ 2″ N, 10° 57′ 14″ O | Wohnhaus    | (Anmerkung: Der Gebäudekomplex Lange Straße 11/12 existiert seit einem Brand 2006 nicht mehr; hier befindet sich seit 2013 ein Discounter-Parkplatz.) Haus Nr. 12 war ein Beispiel für ein älteres eingeschossiges giebelständiges Gebäude mit Längserschließung gewesen, wie es vor dem Brand von 1827 typisch war. |    |      |
| Lange Straße 44 52° 56′ 7″ N, 10° 57′ 16″ O | Wohnhaus    | Das 1769 errichtete Pfarrwitwenhaus markiert den Standort einer früheren Kapelle. |    |      |

## Bausen

### Gruppe baulicher Anlagen in Bausen
| Lage                              | Bezeichnung | Beschreibung | ID       | Bild |
| --------------------------------- | ----------- | --- | -------- | ---- |
| Nr. 6 52° 58′ 8″ N, 10° 59′ 23″ O | Hofanlage   | Die Hofanlage Bausen 6 umfasst eine der ehemals acht sektorförmigen Parzellen des Rundlings Bausen. Erhalten haben sich das giebelständig zum Dorfplatz stehende Wohn-/Wirtschaftsgebäude des 18. Jahrhunderts mit dem um 1900 erneuerten Wohnteil, ein Stall aus der zweiten Hälfte des 19. Jahrhunderts und eine Scheune von 1914. | 30825652 |      |
| Nr. 7 52° 58′ 7″ N, 10° 59′ 23″ O | Hofanlage   | Die Hofanlage Bausen 7 bildet eine der ehemals acht sektorförmigen Parzellen des Rundlings Bausen. Hier hat sich die traditionelle Bausubstanz in Form eines giebelständig zum Dorfplatz stehenden Vierständerhauses von 1882, einer Längsscheune von 1870 und eines massiven Schweinestall der Zeit um 1900 erhalten.               | 30825662 |      |

### Einzeldenkmale in Bausen
| Lage                                 | Bezeichnung               | Beschreibung | ID       | Bild |
| ------------------------------------ | ------------------------- | --- | -------- | ---- |
| Bausen 4 52° 58′ 9″ N, 10° 59′ 20″ O | Wohn-/Wirtschaftsgebäude  | Giebelständig zum Dorfplatz stehendes Vierständerhaus mit Backsteinausfachung und unter Satteldach in roter Hohlpfannendeckung. Errichtet 1872 (i). | 30833361 |      |
| Bausen 6 52° 58′ 7″ N, 10° 59′ 23″ O | Stall                     | Langgestreckter Bau in Backstein unter Satteldach. Errichtet Ende des 19. Jahrhunderts. | 30833325 | BW   |
| Bausen 6 52° 58′ 9″ N, 10° 59′ 24″ O | Scheune                   | Fachwerkbau mit Backsteinausfachung, unter Satteldach in Ziegeldeckung. Errichtet 1914 (i). | 30833343 | BW   |
| Bausen 6 52° 58′ 8″ N, 10° 59′ 22″ O | Wohn-/ Wirtschaftsgebäude | Zum Dorfplatz giebelständiges Dreiständerhaus mit nachträglich erweitertem Wohnende. Unterschiedliche Ausfachungsmaterialien. Satteldächer mit unterschiedlichen Neigungen und Firsthöhen. Errichtet in der zweiten Hälfte des 18. Jahrhunderts, Wohnteil erneuert um 1900. | 30833379 |      |
| Bausen 7 52° 58′ 7″ N, 10° 59′ 23″ O | Stall                     | Langgestreckter Massivbau aus Kalksandstein- und Backsteinmauerwerk; unter Satteldach. Mittiger Erker hofseitig. Errichtet um 1900. | 30833270 | BW   |
| Bausen 7 52° 58′ 7″ N, 10° 59′ 25″ O | Scheune                   | Fachwerkbau mit Backsteinausfachung, Giebel in Gitterfachwerk, ausmittige Längsdurchfahrt; unter Satteldach. Errichtet 1870 (i). | 30833288 | BW   |
| Bausen 7 52° 58′ 7″ N, 10° 59′ 22″ O | Wohn-/ Wirtschaftsgebäude | Zum Dorfplatz giebelständiges Vierständerhaus mit Backsteinausfachung. Wirtschaftsgiebel in Gitterfachwerk. Satteldach in Schieferdeckung. Errichtet 1882 (i). | 30833306 |      |

## Beseland

### Gruppe baulicher Anlagen in Beseland
| Lage                               | Bezeichnung                                     | Beschreibung | ID       | Bild |
| ---------------------------------- | ----------------------------------------------- | --- | -------- | ---- |
| Nr. 3 52° 57′ 32″ N, 10° 57′ 44″ O | Hofanlage mit fassadenbezogener Baumbepflanzung | Die für die Kulturlandschaft typische Hofanlage Beseland 3 besteht aus einem Vierständerhaus des Jahres 1877, einer Querscheune aus dem beginnenden 20. Jahrhundert sowie einem massiven Stallgebäude von 1887 an der nördlichen und einem weiteren Stall von 1910 an der südlichen Grundstücksgrenze. Zwei alte Bäume flankieren das Dielentor des Wohn-/Wirtschaftsgebäudes. | 30825672 | BW   |

### Einzeldenkmale in Beseland
| Lage                                     | Bezeichnung                  | Beschreibung | ID       | Bild |
| ---------------------------------------- | ---------------------------- | --- | -------- | ---- |
| Beseland 3 52° 57′ 32″ N, 10° 57′ 44″ O  | Stall                        | Backsteinbau unter ziegelgedecktem Satteldach. Errichtet 1910 (i). | 30833196 | BW   |
| Beseland 3 52° 57′ 32″ N, 10° 57′ 45″ O  | Scheune                      | Einfacher Backsteinbau mit zwei Durchfahrten unter Satteldach. Errichtet um 1925. | 30833214 | BW   |
| Beseland 3 52° 57′ 32″ N, 10° 57′ 44″ O  | Stall                        | Langgestreckter Backsteinbau an der nördlichen Hofgrenze. Risalit mit Ladeluke mittig in der südlichen Traufe. Satteldach in Hohlpfannendeckung. Errichtet 1887 (i). | 30833232 | BW   |
| Beseland 3 52° 57′ 32″ N, 10° 57′ 43″ O  | Wohn-/Wirtschaftsgebäude     | Zum Dorfplatz giebelständiges Vierständerhaus in Fachwerk mit Backsteinausfachung und mit zweigeschossig erweitertem Wohnende. Satteldächer mit unterschiedlicher Neigung in roter Hohlpfannendeckung. Errichtet 1877 (i).                                                                            | 30833250 | BW   |
| Beseland 4 52° 57′ 31″ N, 10° 57′ 43″ O  | Wohnhaus                     | Eingeschossiges traufständiges Fachwerkgebäude mit Drempel unter Satteldach. Straßenseitig Zwerchhaus. Errichtet Ende des 19. Jahrhunderts. | 38548044 | BW   |
| Beseland 8 52° 57′ 30″ N, 10° 57′ 39″ O  | Wohn- und Wirtschaftsgebäude | Zum Dorfplatz giebelständiges Vierständerhaus. Anordnung von Kopfbändern und Fußstreben beidseitig des Dielentores. Nordwestliche Traufwand und Wohngiebel teilweise in Kalksandstein erneuert. Südöstliche Traufseite in Lehmstakung. Satteldach zum Teil in Krempziegeldeckung. Errichtet 1814 (i). | 30833178 | BW   |
| Beseland 10 52° 57′ 31″ N, 10° 57′ 39″ O | Wohn-/Wirtschaftsgebäude     | Zum Dorfplatz giebelständiges Vierständerhaus unter Satteldach. Kleiner Anbau am Wohngiebel unter eigenem Satteldach mit roter Hohlpfannendeckung. Fußstreben und Kopfbänder beidseitig des Dielentores. Errichtet 1801 (i).                                                                          | 30833160 | BW   |

### Ehemalige Denkmale in Beseland
| Lage                               | Bezeichnung                  | Beschreibung | ID | Bild |
| ---------------------------------- | ---------------------------- | ------------ | -- | ---- |
| Nr. 9 52° 57′ 31″ N, 10° 57′ 38″ O | Wohn- und Wirtschaftsgebäude |              |    | BW   |

## Bösen

### Ehemalige Denkmale in Bösen
| Lage                              | Bezeichnung                  | Beschreibung | ID | Bild |
| --------------------------------- | ---------------------------- | ------------ | -- | ---- |
| Nr. 2 52° 56′ 2″ N, 10° 56′ 19″ O | Wohn- und Wirtschaftsgebäude |              |    | BW   |

## Bussau

### Gruppe baulicher Anlagen in Bussau
| Lage                                                                                       | Bezeichnung                                     | Beschreibung | ID       | Bild |
| ------------------------------------------------------------------------------------------ | ----------------------------------------------- | --- | -------- | ---- |
| Nr. 1, 5, 6, 7, 8, 9, 10, 11, 12, 19, 20, Kirche mit Kirchhof 52° 57′ 21″ N, 10° 59′ 18″ O | Rundling mit Zufahrt, Dorfplatz und Baumbestand | Authentischer Rundling mit sieben Hofstellen und einem Kossater, zwei Ersatzbauten auf alter Parzelle, Kirche, Dorfplatz, Zufahrt, Hofwiesen und Großgrün im Süden, Mühlenbach und Mühle. Zugehörig auch zwei ausgelagerte Hofstellen im Osten. | 30825683 |      |

### Einzeldenkmale in Bussau
| Lage                                   | Bezeichnung               | Beschreibung | ID       | Bild |
| -------------------------------------- | ------------------------- | --- | -------- | ---- |
| 52° 57′ 23″ N, 10° 59′ 15″ O           | Kirchturm                 | Westturm in Feldsteinmauerwerk (Schiff 1940 erneuert). Westseite in Backsteinmauerwerk mit zwei Strebepfeilern erneuert. An der Nord- wie an der Südseite flachbogige Schallöffnungen in spitzbogigen Blendnischen mit Backsteinlaibungen. Rundbogige Schallöffnungen an der Westseite. Pyramidendach in Schieferdeckung. Errichtet im 15. Jahrhundert. | 30833101 |      |
| 52° 57′ 23″ N, 10° 59′ 13″ O           | Kirchhof                  | Die Kirche in Bussau wird umgeben vom Dorffriedhof. | 30833123 | BW   |
| Bussau 1 52° 57′ 22″ N, 10° 59′ 19″ O  | Wohn-/ Wirtschaftsgebäude | Traufständig zum nördlichen Ortseingang liegendes Vierständerhaus mit Backsteinausfachung unter Satteldach. Errichtet 1798 (i). | 30833626 | BW   |
| Bussau 6 52° 57′ 20″ N, 10° 59′ 21″ O  | Wohn-/ Wirtschaftsgebäude | Zum Dorfplatz giebelständiges Vierständerhaus mit Backsteinausfachung; Wirtschaftsgiebel in Gitterfachwerk; Satteldach in Hohlpfannendeckung; Giebelpfahl. Errichtet 1805 (i). | 30833080 | BW   |
| Bussau 7 52° 57′ 20″ N, 10° 59′ 21″ O  | Wohn-/ Wirtschaftsgebäude | Zum Dorfplatz giebelständiges Vierständerhaus mit Backsteinausfachung. Wirtschaftsgiebel in Gitterfachwerk. Bruchsteinsockel mit Rollschicht aus Ziegelformsteinen unter der Schwelle. Mistgänge zugesetzt. Satteldach in Hohlpfannendeckung. Errichtet 1848 (i).                                                                                       | 30833059 | BW   |
| Bussau 8 52° 57′ 20″ N, 10° 59′ 19″ O  | Wohn-/ Wirtschaftsgebäude | Zum Dorfplatz giebelständiges Vierständerhaus auf Feldsteinsockel. Wirtschaftsgiebel in Gitterfachwerk. Backsteinausfachung. Satteldach in Krempziegeldeckung. Errichtet 1852 (i). Ehemaliger Schulzenhof. | 30833038 |      |
| Bussau 9 52° 57′ 20″ N, 10° 59′ 18″ O  | Wohn-/ Wirtschaftsgebäude | Zum Dorfplatz giebelständiges Vierständerhaus in Fachwerk mit Backsteinausfachung unter Satteldach. Wirtschaftsgiebel in Gitterfachwerk. Dielentor verglast. Errichtet 1832 (i). | 30833748 |      |
| Bussau 10 52° 57′ 20″ N, 10° 59′ 17″ O | Wohn-/ Wirtschaftsgebäude | Zum Dorfplatz giebelständiges Vierständerhaus mit Backsteinausfachung. Wirtschaftsgiebel in Gitterfachwerk. Satteldach mit Krempziegeldeckung. Errichtet 1865 (i). | 30833727 | BW   |
| Bussau 11 52° 57′ 21″ N, 10° 59′ 17″ O | Wohn-/ Wirtschaftsgebäude | Zum Dorfplatz giebelständiges Vierständerhaus mit Backsteinausfachung; unter Satteldach. Wirtschaftsgiebel in Gitterfachwerk. Giebelpfahl. Errichtet 1840 (i). | 30833706 | BW   |
| Bussau 11 52° 57′ 21″ N, 10° 59′ 15″ O | Scheune                   | Fachwerkbau mit Backsteinausfachung unter Satteldach mit Krempziegeleindeckung. Giebel in Gitterfachwerk. Errichtet 1864 (i). | 38439268 | BW   |
| Bussau 12 52° 57′ 21″ N, 10° 59′ 18″ O | Wohn-/ Wirtschaftsgebäude | Zum Dorfplatz giebelständiges Vierständerhaus mit Backsteinausfachung. Wirtschaftsgiebel in Gitterfachwerk. Kragdach an der nordöstlichen Traufe. Wohnende durch quer vorgebautes eingeschossiges Wohnhaus mit ausgebautem Dachgeschoss ersetzt. Wirtschaftsteil unter Satteldach mit Krempziegeldeckung. Errichtet 1797 (i).                           | 30833664 | BW   |

### Ehemalige Denkmale in Bussau
| Lage                                  | Bezeichnung              | Beschreibung | ID       | Bild |
| ------------------------------------- | ------------------------ | ------------ | -------- | ---- |
| Bussau 1 52° 57′ 22″ N, 10° 59′ 19″ O | Wohn-/Wirtschaftsgebäude |              | 30833626 | BW   |

## Corvin

### Gruppe baulicher Anlagen in Corvin
| Lage                         | Bezeichnung          | Beschreibung | ID       | Bild |
| ---------------------------- | -------------------- | --- | -------- | ---- |
| 52° 56′ 53″ N, 10° 56′ 18″ O | Gutshof (Baukomplex) | Das ehemalige von Knesebecksche Gut Korvin besteht aus dem Herrenhaus, das um 1860 errichtet wurde, und zwei älteren Nebengebäuden, einem ehemaligen Schafstall aus dem späten 18. Jahrhundert und einem vermutlich als Wohngebäude genutzten Fachwerkbau, der im Kern noch dem 16. Jahrhundert entstammt. | 30825745 | BW   |

### Einzeldenkmale in Corvin
| Lage                                   | Bezeichnung              | Beschreibung | ID       | Bild |
| -------------------------------------- | ------------------------ | --- | -------- | ---- |
| Korvin 2 52° 56′ 53″ N, 10° 56′ 12″ O  | Wohn-/Wirtschaftsgebäude | Vierständerhaus in Fachwerk mit Backsteinausfachung und unter Satteldach. Wirtschaftsende mit Halbwalm und Uhlenloch. Wirtschaftsgiebel in Gitterfachwerk und mit tief innen liegendem Dielentor. Halbwalm in Ziegeldeckung. Errichtet 1739 (i). | 30832261 | BW   |
| Korvin 10 52° 56′ 52″ N, 10° 56′ 17″ O | Herrenhaus (Bauwerk)     | Zweigeschossiger verputzter Massivbau. Symmetrische Anlage mit mittigen überhöhten Risaliten an den Längsseiten. Errichtet um 1860 als Herrenhaus des Gutes Korvin (Corvin) derer von Knesebeck.                                                 | 30832095 | BW   |
| Korvin 10 52° 56′ 54″ N, 10° 56′ 15″ O | Nebengebäude             | Kleiner Fachwerkbau mit Backsteinausfachung. Halbwalmdach in Hohlpfannendeckung. Gefüge teilweise aus dem 16. Jahrhundert (Vorhangbogenmotiv), überformt im 19. Jahrhundert.                                                                     | 30832279 | BW   |
| Korvin 11 52° 56′ 54″ N, 10° 56′ 18″ O | Schafstall               | Eingeschossiger Feldsteinbau unter ziegelgedecktem Krüppelwalmdach. Es handelt sich um den ehemaligen Schafstall des Gutes Korvin, der heute zu Wohnzwecken ausgebaut ist. Errichtet Ende des 18. Jahrhunderts.                                  | 38547963 | BW   |

## Dalitz

### Gruppe baulicher Anlagen in Dalitz
| Lage                               | Bezeichnung | Beschreibung | ID       | Bild |
| ---------------------------------- | ----------- | --- | -------- | ---- |
| Nr. 2 52° 55′ 31″ N, 10° 58′ 17″ O | Hofanlage   | Auf der Hofanlage Dalitz 2 haben sich mehrere für die Kulturlandschaft des Wendlands charakteristische Gebäude erhalten. Hierzu gehört das Wohn-/Wirtschaftsgebäude von 1794, das giebelständig zum Dorfplatz des kleinen Rundlings ausgerichtet ist, sowie eine Scheune und ein Stall des 19. Jahrhunderts. | 30825694 |      |

### Einzeldenkmale in Dalitz
| Lage                                  | Bezeichnung               | Beschreibung | ID       | Bild |
| ------------------------------------- | ------------------------- | --- | -------- | ---- |
| Dalitz 2 52° 55′ 32″ N, 10° 58′ 15″ O | Wohn-/ Wirtschaftsgebäude | Zum Dorfplatz giebelständiges Vierständerhaus mit Backsteinausfachung und unter Satteldach in Ziegeldeckung. Errichtet 1794 (i).                                                                                      | 30832621 |      |
| Dalitz 2 52° 55′ 30″ N, 10° 58′ 15″ O | Scheune                   | Längsdurchfahrtsscheune in Fachwerk mit Backsteinausfachung, unter Satteldach. Errichtet 1831 (i). | 38548570 | BW   |
| Dalitz 2 52° 55′ 31″ N, 10° 58′ 14″ O | Stall                     | Eingeschossiger Massivbau unter ziegelgedecktem Satteldach. Errichtet im 19. Jahrhundert. | 38548586 | BW   |
| Dalitz 3 52° 55′ 33″ N, 10° 58′ 14″ O | Wohn-/ Wirtschaftsgebäude | Zum Dorfplatz giebelständiges Vierständerhaus mit gelb geschlämmter Backsteinausfachung. Satteldach mit Krempziegeldeckung. Halbwalm und Uhlenloch am Wohnende. Giebelpfahl am Wirtschaftsgiebel. Errichtet 1832 (i). | 30832451 |      |

## Gistenbeck

### Gruppe baulicher Anlagen in Gistenbeck
| Lage                                                | Bezeichnung          | Beschreibung | ID       | Bild           |
| --------------------------------------------------- | -------------------- | --- | -------- | -------------- |
| Nordöstlicher Ortsrand 52° 55′ 42″ N, 10° 59′ 10″ O | Kapelle mit Friedhof | Die kleine Kapelle St. Andreas in Fachwerkkonstruktion stammt wohl aus dem 17. Jh. und hat hohen Seltenheitswert. Sie steht inmitten des Dorffriedhofes am nordöstlichen Ortseingang. | 30825715 | Weitere Bilder |

### Einzeldenkmale in Gistenbeck
| Lage                                      | Bezeichnung                          | Beschreibung | ID       | Bild |
| ----------------------------------------- | ------------------------------------ | --- | -------- | ---- |
| Dorfstraße 5 52° 55′ 42″ N, 10° 59′ 10″ O | Friedhof                             | Die Kapelle umgebender Friedhof. | 30832411 | BW   |
| Dorfstraße 5 52° 55′ 42″ N, 10° 59′ 10″ O | Kapelle (Bauwerk)                    | Schlichter Saalbau in Fachwerk mit weiß verputzter Lehmstakung. Rechteckiger Grundriss mit polygonalem Ostabschluss. Außer der Westseite allseitig auf Holzstreben auskragendes Dach in Reetdeckung. Östliche Dachfläche polygonal abgewalmt. An Westseite holzverschalter Dachreiter unter schiefergedecktem, achtseitigem Pyramidendach. Innen flache Holzbalkendecke. Zum Teil mittelalterliche Ausstattungsgegenstände. Errichtet im 17. J. | 30832430 |      |
| Dorfstraße 15 52° 55′ 39″ N, 10° 59′ 4″ O | Wohn-/ Wirtschaftsgebäude            | | 49799818 | BW   |
| Dorfstraße 19 52° 55′ 37″ N, 10° 59′ 1″ O | Wirtschaftsgebäude                   | | 49847555 | BW   |
| Dorfstraße 21 52° 55′ 36″ N, 10° 59′ 1″ O | Kapelle der freikirchlichen Gemeinde | Fachwerkkapelle 1878 am Südrand des Dorfes errichtet, nachdem Streitigkeiten Gistenbecker Bauern mit der Amtskirche zur Gründung einer freikirchlichen Gemeinde geführt hatten. Diese existiert noch heute. | 30832355 |      |
| Dorfstraße 21 52° 55′ 36″ N, 10° 59′ 1″ O | Grünanlage                           | Die Kirche der freikirchlichen Gemeinde Gistenbeck wird umgeben von einer Grünfläche mit altem Baumbestand. | 30833788 |      |
| Im Rundling 4 52° 55′ 43″ N, 10° 59′ 3″ O | Wohn-/ Wirtschaftsgebäude            | | 49846368 | BW   |

### Ehemalige Denkmale in Gistenbeck
| Lage                                     | Bezeichnung                  | Beschreibung                                                          | ID | Bild |
| ---------------------------------------- | ---------------------------- | --------------------------------------------------------------------- | -- | ---- |
| Dorfstraße 6 52° 55′ 39″ N, 10° 59′ 1″ O | Wohn- und Wirtschaftsgebäude | Die ehemalige Längsscheune von 1883 wurde zu einem Wohnhaus umgebaut. |    |      |

## Granstedt

### Einzeldenkmale in Granstedt
| Lage                                     | Bezeichnung | Beschreibung | ID       | Bild |
| ---------------------------------------- | ----------- | --- | -------- | ---- |
| Granstedt 7 52° 57′ 45″ N, 10° 59′ 44″ O | Wohnhaus    | Zweigeschossiger Fachwerkbau mit Backsteinausfachung auf L-förmigem Grundriss. Satteldächer in Hohlpfannendeckung. Bauzeitliche Fenster, zwei zweiflügelige Türen mit Oberlicht. Errichtet 1907. | 30832964 | BW   |

### Ehemalige Denkmale in Granstedt
| Lage                                | Bezeichnung                  | Beschreibung                                                          | ID | Bild |
| ----------------------------------- | ---------------------------- | --------------------------------------------------------------------- | -- | ---- |
| Nr. 6 52° 57′ 48″ N, 10° 59′ 44″ O  | Wohn- und Wirtschaftsgebäude | Vierständerhaus von 1877 in klassischer Lage am Dorfplatz (Rundling). |    |      |
| Nr. 10 52° 57′ 48″ N, 10° 59′ 40″ O | Wohn- und Wirtschaftsgebäude |                                                                       |    | BW   |

## Groß Sachau

### Gruppe baulicher Anlagen in Groß Sachau
| Lage                                        | Bezeichnung | Beschreibung | ID       | Bild |
| ------------------------------------------- | ----------- | --- | -------- | ---- |
| Groß Sachau 15 52° 56′ 51″ N, 10° 59′ 50″ O | Hofanlage   | Groß Sachau ist ein sehr großer Rundling, der ursprünglich womöglich aus zwei Rundlingen zusammengewachsen ist. Die Bausubstanz ist allerdings nahezu komplett im 20. Jh. ersetzt worden. Nur bei Hof Nr. 15 stehen noch die traditionellen Fachwerk-Hofgebäude, darunter ein Vierständerhaus von 1842. | 30825725 |      |

### Einzeldenkmale in Groß Sachau
| Lage                                        | Bezeichnung              | Beschreibung | ID       | Bild |
| ------------------------------------------- | ------------------------ | --- | -------- | ---- |
| Groß Sachau 15 52° 56′ 52″ N, 10° 59′ 48″ O | Wohn-/Wirtschaftsgebäude | Zum Dorfplatz giebelständiges Vierständerhaus mit Backsteinausfachung. Satteldach in Hohlpfannendeckung. Großes Zwerchhaus in der östlichen Dachfläche von Ende des 19. Jahrhunderts. Gebäude errichtet 1842 (i). | 30832909 | BW   |
| Groß Sachau 15 52° 56′ 52″ N, 10° 59′ 48″ O | Stall                    | Eingeschossiger Backsteinbau unter hohlpfannengedecktem Satteldach. Errichtet Ende des 19. Jahrhunderts. | 44645530 | BW   |
| Groß Sachau 15 52° 56′ 51″ N, 10° 59′ 48″ O | Stall                    | Backsteinbau mit Drempel unter hohlpfannengedecktem Satteldach. Zu Wohnzwecken ausgebaut. Errichtet um 1900. | 44645604 | BW   |
| Groß Sachau 15 52° 56′ 51″ N, 10° 59′ 49″ O | Scheune                  | Fachwerkbau unter hohlpfannengedecktem Satteldach mit Schleppdach. Errichtet um 1890. | 44645633 | BW   |
| Groß Sachau 15 52° 56′ 52″ N, 10° 59′ 50″ O | Stall                    | Eingeschossiger Backsteinbau unter hohlpfannengedecktem Satteldach. Errichtet um 1910. | 44645660 | BW   |

## Kassau

### Einzeldenkmale in Kassau
| Lage                                              | Bezeichnung              | Beschreibung | ID       | Bild |
| ------------------------------------------------- | ------------------------ | --- | -------- | ---- |
| Im alten Rundling 4 52° 54′ 48″ N, 10° 56′ 51″ O  | Wohn-/Wirtschaftsgebäude | Vierständerhaus mit Backsteinausfachung. Satteldach in Betondachsteindeckung. Errichtet 1820 (i). Ehemalige Hofstelle Nr. 1. | 30832891 | BW   |
| Im alten Rundling 8 52° 54′ 43″ N, 10° 56′ 51″ O  | Wohn-/Wirtschaftsgebäude | Zum ehemaligen Dorfplatz giebelständiges Vierständerhaus mit Backsteinausfachung. Wirtschaftsgiebel in Gitterfachwerk. Vorschauer. Satteldach in Krempziegeldeckung. Errichtet 1833 (i). Es handelt sich um die letzte erhaltene Parzelle des ehemaligen Rundlings Kassau; ehemalige Hofstelle Nr. 5. | 30832855 | BW   |
| Im alten Rundling 13 52° 54′ 48″ N, 10° 56′ 56″ O | Wohn-/Wirtschaftsgebäude | Zur Jiggeler Straße giebelständiges Vierständerhaus mit Backsteinausfachung. Wirtschaftsgiebel in Gitterfachwerk. Unter Satteldach. Errichtet 1867 (i), dabei wurde die alte Parzelle genutzt, das Haus jedoch umgedreht wiederaufgebaut. Ehemalige Hofstelle Nr. 2.                                  | 30832873 | BW   |

## Klein Sachau

### Gruppe baulicher Anlagen in Klein Sachau
| Lage                             | Bezeichnung | Beschreibung | ID       | Bild |
| -------------------------------- | ----------- | --- | -------- | ---- |
| Nr. 4 52° 56′ 50″ N, 11° 0′ 8″ O | Hofanlage   | Nur Hof Nr. 4 hat innerhalb von Klein Sachau noch seine traditionelle Anlage behalten. Das vormalige Hallenhaus wurde allerdings um 1894 durch ein traufständiges, zweigeschossiges Fachwerk-Wohnhaus (Bild unten) ersetzt. Dahinter befindet sich eine Längsdurchfahrtscheune von 1858 (Bild oben) sowie ein etwa gleich altes Stallgebäude. | 30825735 |      |

### Einzeldenkmale in Klein Sachau
| Lage                                      | Bezeichnung              | Beschreibung | ID       | Bild |
| ----------------------------------------- | ------------------------ | --- | -------- | ---- |
| Klein Sachau 4 52° 56′ 49″ N, 11° 0′ 7″ O | Wohn-/Wirtschaftsgebäude | Wohl ehemaliges Vierständer-Hallenhaus in Fachwerk mit Backsteinausfachung, unter Satteldach. Errichtet in der Mitte des 19. Jahrhunderts, nur Wirtschaftsteil erhalten.                                                                          | 30832818 | BW   |
| Klein Sachau 4 52° 56′ 49″ N, 11° 0′ 7″ O | Wohnhaus                 | Zweigeschossiger Fachwerkbau in Stockwerkbauweise und unter schiefergedecktem Satteldach. Backsteinausfachung. Gekreuzte Riegel als Fenster- und Türstürze. Errichtet 1894, dabei direkt quer an das ehemalige Wohn-/Wirtschaftsgebäude angebaut. | 30832836 | BW   |
| Klein Sachau 4 52° 56′ 50″ N, 11° 0′ 8″ O | Stall                    | Langgestreckter Wandständerbau mit Backsteinausfachung und unter Satteldach in roter Hohlpfannendeckung. Errichtet in der Mitte des 19. Jahrhunderts.                                                                                             | 30832982 | BW   |
| Klein Sachau 4 52° 56′ 51″ N, 11° 0′ 8″ O | Scheune                  | Längsdurchfahrtsscheune. Fachwerkbau in Vierständerbauweise mit Backsteinausfachung und unter Satteldach. Errichtet 1858 (i). | 30833020 | BW   |

## Meußließen

### Ehemaliges Denkmal in Meußließen
| Lage                               | Bezeichnung                  | Beschreibung | ID | Bild |
| ---------------------------------- | ---------------------------- | ------------ | -- | ---- |
| Nr. 5 52° 56′ 29″ N, 10° 52′ 46″ O | Wohn- und Wirtschaftsgebäude |              |    | BW   |

## Mützen

### Gruppe baulicher Anlagen in Mützen
| Lage                                  | Bezeichnung | Beschreibung | ID       | Bild |
| ------------------------------------- | ----------- | --- | -------- | ---- |
| Mützen 7 52° 56′ 27″ N, 10° 56′ 22″ O | Hofanlage   | Bestehend aus den traditionellen drei Gebäuden der Hofanlagen des Wendlands: Wohn-/Wirtschaftsgebäude, Querscheune und massives Stallgebäude. | 30825755 | BW   |

### Einzelobjekte
| Lage                                  | Bezeichnung              | Beschreibung | ID       | Bild |
| ------------------------------------- | ------------------------ | --- | -------- | ---- |
| Mützen 7 52° 56′ 27″ N, 10° 56′ 22″ O | Stall                    | Langgestreckter Backsteinbau mit hohem Drempel und unter Satteldach mit Zementsteindeckung. Zwei Erker mit Ladeluken in der hofseitigen Dachfläche. Fassadenschmuck in vorkragender Backsteinsetzung. Teilweise zeitgenössische Fenster und Türen. Errichtet um 1890. | 30832243 | BW   |
| Mützen 7 52° 56′ 28″ N, 10° 56′ 23″ O | Scheune                  | Großer Fachwerkbau mit Backsteinausfachung; unter Satteldach. Mit zwei ausmittigen Querdurchfahrten. Errichtet in der zweiten Hälfte des 19. Jahrhunderts. | 30832299 | BW   |
| Mützen 7 52° 56′ 27″ N, 10° 56′ 21″ O | Wohn-/Wirtschaftsgebäude | Zum Dorfplatz giebelständiges Vierständerhaus in Fachwerk mit Backsteinausfachung; unter Satteldach. Halbwalm mit Uhlenloch am Wohngiebel. Errichtet 1844 (i). | 30832317 | BW   |

## Prießeck

### Einzeldenkmale in Prießeck
| Lage                                   | Bezeichnung              | Beschreibung | ID       | Bild |
| -------------------------------------- | ------------------------ | --- | -------- | ---- |
| Prießeck 8 52° 58′ 0″ N, 10° 58′ 24″ O | Wohn-/Wirtschaftsgebäude | Zum Dorfplatz giebelständiges Dreiständerhaus mit Backsteinausfachung. Wirtschaftsgiebel in Gitterfachwerk. Hier paarweise Anordnung von Kopfbändern und Fußstreben oberhalb des Hauptbalkens. Kopfbänder und zweifeldige Fußstreben beidseits des Dielentores. Traufwände teilweise in Backsteinmauerwerk erneuert, Wohnende um 1900 zweigeschossig erweitert unter Satteldach; über dem Wirtschaftsteil Satteldach mit Hohlpfannendeckung. Errichtet 1781 (i). | 30832225 | BW   |
| Prießeck 8 52° 58′ 3″ N, 10° 58′ 36″ O | Spritzenhaus             | | 44573731 | BW   |

## Satkau

### Einzeldenkmale in Satkau
| Lage                                 | Bezeichnung              | Beschreibung | ID       | Bild |
| ------------------------------------ | ------------------------ | --- | -------- | ---- |
| Satkau 1 52° 57′ 4″ N, 10° 52′ 56″ O | Wohn-/Wirtschaftsgebäude | Vollkommen zu Wohnzwecken umgebautes Vierständerhaus in Fachwerk mit Backsteinausfachung und unter Halbwalmdach in Reetdeckung. Errichtet 1800 (i). | 30832207 | BW   |

## Schlannau

### Gruppe baulicher Anlagen in Schlannau
| Lage                        | Bezeichnung | Beschreibung | ID       | Bild |
| --------------------------- | ----------- | --- | -------- | ---- |
| 52° 57′ 7″ N, 10° 53′ 47″ O | Hofanlage   | Die Hofanlage Schlannau 1 besteht aus einem Wohn-/Wirtschaftsgebäude von 1831 und zwei etwas jüngeren Nebengebäuden, einer Querdurchfahrtsscheune aus der Mitte des 19. Jahrhunderts und einem langgestreckten massiven Stallgebäude des ausgehenden 19. Jahrhunderts. | 30825765 | BW   |

### Einzelobjekte
| Lage                                    | Bezeichnung              | Beschreibung | ID       | Bild |
| --------------------------------------- | ------------------------ | --- | -------- | ---- |
| Schlannau 1 52° 57′ 7″ N, 10° 53′ 47″ O | Scheune                  | Querdurchfahrtsscheune als Fachwerkbau mit Backsteinausfachung unter ziegelgedecktem Satteldach. Errichtet in der Mitte des 19. Jahrhunderts.                                                                                                 | 30832152 | BW   |
| Schlannau 1 52° 57′ 8″ N, 10° 53′ 48″ O | Stall                    | Langgestreckter Backsteinbau unter Satteldach in Hohlpfannendeckung. Errichtet Ende des 19. Jahrhunderts. | 30832170 | BW   |
| Schlannau 1 52° 57′ 8″ N, 10° 53′ 49″ O | Wohn-/Wirtschaftsgebäude | Zum kleinen Dorfplatz giebelständiges Dreiständerhaus mit Vorschauer. Wirtschaftsgiebel in Gitterfachwerk und mit Giebelpfahl. Backsteinausfachung. Unter Satteldach. Wohnende zweigeschossig unter Satteldach erweitert. Errichtet 1831 (i). | 30832188 | BW   |
| Schlannau 4 52° 57′ 9″ N, 10° 53′ 50″ O | Wohn-/Wirtschaftsgebäude | Sehr bescheidenes Dreiständerhaus in Fachwerk mit Backsteinausfachung, unter Satteldach in Ziegeldeckung. Errichtet in der Mitte des 19. Jahrhunderts.                                                                                        | 30833769 | BW   |

## Seelwig

### Einzeldenkmale in Seelwig
| Lage                                   | Bezeichnung | Beschreibung | ID       | Bild |
| -------------------------------------- | ----------- | --- | -------- | ---- |
| Seelwig 3 52° 57′ 29″ N, 10° 57′ 13″ O | Wohnhaus    | Zweigeschossiger traufständiger Fachwerkbau unter ziegelgedecktem Satteldach. Straßenseitig mittiger risalitartiger Vorbau unter Satteldach. Errichtet 1904 (i). | 35849559 | BW   |

### Ehemalige Denkmalgruppe in Seelwig
| Lage                               | Bezeichnung | Beschreibung | ID | Bild |
| ---------------------------------- | ----------- | ------------ | -- | ---- |
| Nr. 2 52° 57′ 29″ N, 10° 57′ 13″ O | Hofanlage   |              |    | BW   |